# G naredbe
G naredbe ili G funkcije su naredbe računalnog programa za CNC upravljanje kojima se kazuje način kretanja reznog alata (brzi hod, radni hod i slično).

## Popis G naredbi
| Naredba    | Opis                                                          | Glodanje (M) | Tokarenje (T) | Dodatni opis                             |
| ---------- | ------------------------------------------------------------- | ------------ | ------------- | ---------------------------------------- |
| G00        | Gibanje u brzom hodu                                          | M            | T             |                                          |
| G01        | Pravocrtno gibanje u radnom hodu                              | M            | T             |                                          |
| G02        | Kružno gibanje u smjeru kazaljke na satu                      | M            | T             |                                          |
| G03        | Kružno gibanje suprotno smjeru kazaljke na satu               | M            | T             |                                          |
| G04        | Vrijeme čekanja                                               | M            | T             |                                          |
| G09        | Precizno zaustavljanje nemodalno                              | M            | T             |                                          |
| G17        | Izbor radne površine XY                                       | M            | –             |                                          |
| G18        | Izbor radne površine XZ                                       | M            | T             |                                          |
| G19        | Izbor radne površine YZ                                       | M            | –             |                                          |
| G25        | Donja granica radnog područja                                 | M            | T             | Ili ograničenje brzine okretanja vretena |
| G26        | Gornja granica radnog područja                                | M            | T             | Ili ograničenje brzine okretanja vretena |
| G33        | Tokarenje ili glodanje navoja                                 | M            | T             |                                          |
| G331       | Urezivanje navoja bez kompenzacije stezne glave               | –            | T             |                                          |
| G332       | Urezivanje navoja bez kompenzacije stezne glave               | –            | T             | Povratno gibanje                         |
| G40        | Isključenje kompenzacije polumjera alata                      | M            | T             |                                          |
| G41        | Uključivanje lijeve kompenzacije polumjera alata              | M            | T             |                                          |
| G42        | Uključivanje desne kompenzacije polumjera alata               | M            | T             |                                          |
| G53        | Poništavanje nul točke                                        | M            | T             |                                          |
| G54 do G57 | Postavljanje nul točke                                        | M            | T             |                                          |
| G60        | Precizno zaustavljanje                                        | M            | T             | Modalno                                  |
| G601       | Određuje preciznost izrade kutova                             | M            | T             | Velika preciznost                        |
| G602       | Određuje preciznost izrade kutova                             | M            | T             | Srednja preciznost                       |
| G603       | Određuje preciznost izrade kutova                             | M            | T             | Mala preciznost                          |
| G63        | Urezivanje navoja s kompenzacijom stezne glave                | –            | T             |                                          |
| G64        | Neprekinuta putanja pri izradbi konture                       | M            | T             |                                          |
| G640       | Neprekinuta putanja pri izradbi konture                       | M            | T             | Moguće odrediti zaobljenja               |
| G70        | Mjerni sustav u inčima                                        | M            | T             |                                          |
| G71        | Mjerni sustav u milimetrima                                   | M            | T             |                                          |
| G90        | Apsolutni mjerni sustav                                       | M            | T             |                                          |
| G91        | Inkrementni mjerni sustav                                     | M            | T             |                                          |
| G94        | Brzina posmaka u mm/min                                       | M            | T             | (inč/min)                                |
| G95        | Brzina posmaka u mm/okr                                       | M            | T             | (inč/okr)                                |
| G96        | Konstantna brzina rezanja uključena                           | M            | T             |                                          |
| G97        | Konstantna brzina rezanja isključena                          | M            | T             |                                          |
| G110       | Zadavanje pola u odnosu prema trenutnačnoj točki alata        | M            | T             |                                          |
| G111       | Zadavanje pola u apsolutnom sustavu mjerenja                  | M            | T             |                                          |
| G112       | Zadavanje pola u odnosu prema posljednje zadanom važećem polu | M            | T             |                                          |
| G147       | Prilaz alata prema predmetu pravocrtno                        | M            | T             |                                          |
| G148       | Odmicanje alata od predmeta pravocrtno                        | M            | T             |                                          |
| G450       | Način prilaženja i odmicanje alata oko konturne točke         | M            | T             |                                          |
| G451       | Način prilaženja i odmicanje alata oko konturne točke         | M            | T             |                                          |

## Popis M naredbi
M naredbe ili M funkcije su naredbe računalnog programa za CNC upravljanje kojima se određuju pomoćne strojne funkcije.
| Naredba | Opis                                | Glodanje (M) | Tokarenje (T) | Dodatni opis                     |
| ------- | ----------------------------------- | ------------ | ------------- | -------------------------------- |
| M00     | Programirano zaustavljanje          | M            | T             |                                  |
| M01     | Uvjetno zaustavljanje               | M            | T             |                                  |
| M02     | Kraj programa                       | M            | T             |                                  |
| M03     | Uključivanje vrtnje vretena udesno  | M            | T             | U smjeru kazaljke na satu        |
| M04     | Uključivanje vrtnje vretena ulijevo | M            | T             | Suprotno smjeru kazaljke na satu |
| M05     | Zaustavljanje vrtnje vretena        | M            | T             |                                  |
| M06     | Izmjena alata                       | –            | T             | Okretanje revolverske glave      |
| M08     | Uključenje rashladnog sredstva      | M            | T             |                                  |
| M09     | Isključenje rashladnog sredstva     | M            | T             |                                  |
| M17     | Kraj potprograma                    | M            | T             |                                  |
| M20     | Odmicanje konjića                   | M            | T             | (steznog šiljka)                 |
| M21     | Primicanje konjića                  | M            | T             | (steznog šiljka)                 |
| M30     | Kraj glavnog programa               | M            | T             |                                  |

## Struktura i sadržaj programa
Struktura i sadržaj računalnog programa za CNC upravljanje određeni su standardom DIN 66025. Svakom programu slobodno se odabire naziv pri čemu je pravilo da prva dva znaka moraju biti slovo ili znak za podvlačenje, a ostali znakovi mogu biti slova engleske abecede ili brojke (najviše ukupno 24 znaka).
Svaki redak programa naziva se blok ili programska rečenica. Blok se sastoji od riječi (na primjer G90), a riječi od adrese i pripadajuće brojčane vrijednosti.
Za riječi često koristimo naziv naredbe programa.
| Blok | Riječ | Riječ | Riječ | ... | ;Komentar      |
| ---- | ----- | ----- | ----- | --- | -------------- |
| Blok | N10   | GO    | X20   | ... | ;prvi blok     |
| Blok | N20   | G1    | Y37   | ... | ;drugi blok    |
| Blok | N30   | G1    | X35   | ... | ;treći blok    |
| Blok | ...   | ...   | ...   | ... |                |
| Blok | N120  | M30   |       |     | ;kraj programa |

Blok može sadržavati najviše 512 znakova uključujući komentar i znak za kraj retka (LF).
Preporučeni redoslijed riječi u bloku jest:
N.(broj bloka  ) G. (način gibanja) X. Y. Z. (koordinate ciljne točke u smjeru koordinatnih osi) I. J. K. (koordinate kod kružnih gibanja) S. (brzina vrtnje) F. (posmak) T. (alat broj) D. (korekcija alata) M. (pomoćne funkcije) H. (ostale funkcije)
Između riječi treba se nalaziti najmanje jedno prazno mjesto. Pri pisanju riječi nema razlike u velikim i malim slovima.

### Zauzete adrese u programu
Pojedine zauzete (rezervirane) adrese imaju sljedeće značenje:
| Adresa  | Opis | Dodatni opis                                        |
| ------- | --- | --------------------------------------------------- |
| AC      | Unošenje apsolutnih koordinata u inkrementnom modu                                                                             |                                                     |
| ATRANS  | Programirana nul točka obratka                                                                                                 | Inkrementno                                         |
| BRISK   | Oštro ubrzanje posmaka |                                                     |
| CHF     | Umetanje zakošenja po osi Z |                                                     |
| CHR     | Umetanje zakošenja po konturi                                                                                                  |                                                     |
| CIP     | Kružno gibanje u radnom hodu kroz točke                                                                                        |                                                     |
| D       | Adresa koja određuje alat | Broj korekcije alata                                |
| DIAMON  | Zadavanje X koordinate preko promjera                                                                                          |                                                     |
| DIAMOF  | Zadavanje X koordinate preko polumjera (radijusa)                                                                              |                                                     |
| DISC    | Regulira zaobljenje na vanjskoj konturi                                                                                        |                                                     |
| F       | Adresa koja određuje režim obrade                                                                                              | Posmak (mm/min ili mm/okr)                          |
| G       | G naredbe kazuju način kretanja alata                                                                                          | Brzi hod, radni hod i slično                        |
| H       | Ostale funkcije |                                                     |
| I       | Koordinata kod kružnog gibanja                                                                                                 |                                                     |
| IC      | Unošenje inkrementnih koordinata u apsolutnom modu                                                                             |                                                     |
| J       | Koordinata kod kružnog gibanja                                                                                                 |                                                     |
| K       | Koordinata kod kružnog gibanja                                                                                                 |                                                     |
| L       | Poziv potprograma |                                                     |
| KONT    | Kružni način prilaženja početnoj točki konture                                                                                 |                                                     |
| LIMS    | Ograničenje najveće brzine vrtnje vretena                                                                                      |                                                     |
| M       | M naredbe određuju pomoćne strojne funkcije                                                                                    |                                                     |
| MSG     | Obavijest iz programa operatoru na stroju                                                                                      |                                                     |
| N       | Određuje redni broj bloka (podbloka), a može se pisati u jedinicama (1, 2, 3, ...), deseticama (10,20,30, ...) ili proizvoljno | Moguće je pisati blokove i bez N adrese             |
| NORM    | Pravocrtni način prilaženja početnoj točki konture                                                                             |                                                     |
| P       | Broj pozivanja potprograma |                                                     |
| R       | Aritmetička konstanta |                                                     |
| RND     | Zaobljenje kutova nemodalno |                                                     |
| RNDM    | Zaobljenje kutova modalno |                                                     |
| S       | Adresa koja određuje režim obrade                                                                                              | Broj okretaja glavnog vretena (okr/min) ili obratka |
| SCALE   | Programirano mjerilo |                                                     |
| SOFT    | Meko ubrzanje posmaka |                                                     |
| T       | Adresa koja određuje alat | Redni broj alata                                    |
| X       | Veličina pomaka alata u smjeru osi X                                                                                           |                                                     |
| Y       | Veličina pomaka alata u smjeru osi Y                                                                                           |                                                     |
| Z       | Veličina pomaka alata u smjeru osi Z                                                                                           |                                                     |
| WALIMON | Uključivanje područja rada |                                                     |
| WALIMOF | Isključivanje područja rada |                                                     |
| :       | Glavni blok |                                                     |
| ;       | Iza ovog znaka (adrese) slijedi komentar                                                                                       |                                                     |

### Pridruživanje vrijednosti adresi
Ako se adresa sastoji od jednog znaka, pridruživanje brojčane vrijednosti obavlja se pisanjem adrese i uz nju brojčane vrijednosti (na primjer X17), iako je moguće pisati i X = 17. Uporaba znaka "=" obavezna je za sljedeće slučajeve:
- ako se adresa sastoji od dva ili više znakova (na primjer NRD = 8);
- ako se jednoj adresi pridružuje više vrijednosti;
- ako je vrijednost određena aritmetičkim izrazom (na primjer X = 14*(7 + sin(36)).

Brojčane vrijednosti mogu biti cjelobrojne ili decimalne. Primjeri nekih pridruživanja vrijednosti adresi:
- X10,25 – pridružuje vrijednost +10,25 adresi X;
- X-l4,5 – pridružuje vrijednost -14,5 adresi X;
- Y0,37 – pridružuje vrijednost +0,37 adresi Y;
- Y,37 – pridružuje vrijednost +0,37 adresi Y;
- Z=-,2EX-3 pridružuje vrijednost -0,2∙10-3 adresi Z.

## Modalne i nemodalne naredbe
U jednom programskom bloku može se nalaziti i više od jedne G naredbe. Na primjer:
N70 G90 G0 X20 Y20 Z20
Pri tome treba paziti da se u istom bloku ne budu naredbe koje ne mogu biti aktivne u isto vrijeme. Na primjer u bloku:
N90 G0 Gl X20 Y20 Z20
zadano je gibanje u brzom hodu (G0) i gibanje u radnom hodu (G1). Očito je da se u isto vrijeme ne mogu ispuniti oba zahtjeva jer su međusobno u suprotnosti. Isto tako, G1 i G2, to jest G2 i G3 ne mogu biti u istom bloku. Da bi se ovakvi slučajevi lakše izbjegli, na primjer SINUMERIK 840D, svrstava naredbe u 29 grupa. Naredbe iz iste grupe ne mogu se postavljati u istom programskom bloku. U tablici navedene su samo neke najčešće grupe i naredbe:
| Grupa | Naredbe                                                                              | Modalna | Nemodalna |
| ----- | ------------------------------------------------------------------------------------ | ------- | --------- |
| 1.    | GO, G1, G2,G3, G33, G331, G332, CIP                                                  | X       |           |
| 2.    | G4, G63, G147, G148, G247                                                            |         | X         |
| 3.    | TRANS, ATRANS, ROT, AROT, SCALE, ASCALE, MIRROR, AMIRROR, G25, G26, G11O, G111, G112 |         | X         |
| 6.    | G17, Gl8,G19                                                                         | X       |           |
| 7.    | G40, G41, G42                                                                        | X       |           |
| 8.    | G54, G55, G56,G57                                                                    | X       |           |
| 9.    | G53                                                                                  |         | X         |
| 10.   | G60, G64, G640                                                                       | X       |           |
| 11.   | G9                                                                                   |         | X         |
| 12.   | G601, G602, G603                                                                     | X       |           |
| 13.   | G70,G71                                                                              | X       |           |
| 14.   | G90, G91                                                                             | X       |           |
| 15.   | G94, G95, G96, G97                                                                   | X       |           |
| 17.   | NORM, KONT                                                                           | X       |           |
| 21.   | BRISK, SOFT                                                                          | X       |           |
| 28.   | WALIMON,WALIMOF                                                                      | X       |           |
| 29.   | DIAMOF, DIAMON                                                                       | X       |           |

Pomoćne strojne naredbe (M naredbe) također se mogu svrstati u grupe prema svojoj namjeni. Te grupe su prikazane u tablici, a također vrijedi pravilo da u jednom bloku ne mogu biti dvije M naredbe iz iste grupe jer su međusobno u suprotnosti.
| Grupa | Naredbe         | Modalna | Nemodalna |
| ----- | --------------- | ------- | --------- |
| 1.    | MO, M1, M2, M3O |         | X         |
| 2.    | M3, M4, M5      | X       |           |
| 3.    | M6              |         | X         |
| 6.    | M8, M9          | X       |           |

Neke M naredbe izvršavaju se na početku bloka bez obzira na kojem se mjestu u bloku nalazile. To su naredbe M3, M4, M6, M8, M9. Na primjer u bloku:
N30 G0 x10 Y10 Z10 M8
uključivanje rashladnog sredstva (M8) je na kraju bloka, ali će se početi izvršavati istovremeno s početkom gibanja alata (G0).
Pomoćne strojne naredbe koje se izvršavaju na kraju bloka su: M0, M1, M2, M5, M9 i M30. Ove naredbe se mogu pisati u bloku zajedno s ostalim G naredbama, ali ih češće pišemo u zasebnom bloku radi preglednosti programa.
Neke M naredbe izvrše se u bloku u kojem su navedene i time prestaje njihovo djelovanje (M0, Ml, M2, M6 i M30) – nemodalne naredbe. Djelovanje drugih M naredbi (M3, M4, M5, M8 i M9) traje sve dok se ne zada neka druga M naredba iz iste grupe.

## Izbor mjernih jedinica
Na osnovu izmjera s crteža zadaju se koordinate putanje alata. Izmjere (dimenzije) na crtežu mogu biti izražene u metričkim ili engleskim mjernim jedinicama, pa i upravljačka jedinica stroja omogućuje unos izmjera (koordinata) u metričkim ili engleskim mjernim jedinicama. Naredbe kojima se određuje vrsta mjernih jedinica su:
- G70 – mjerni sustav u inčima;
- G71 – mjerni sustav u milimetrima.

Veza između engleskih i metričkih jedinica jest:
- 1 inč (in) = 25,4 mm;
- 1 foot ili stopa (ft) = 304,8 mm;
- 1 yard ili jard (yd) = 914,4 mm.

## Izbor radne površine
Pri programiranju moguće je biranje radne površine u kojoj će se izvoditi obrada. Najčešća radna površina obrade pri glodanju je XY ravnina, dok je kod tokarenja obično jedina ravnina obrade XZ. Os alata je okomita na radnu površinu:
- G17 – naredba za rad u XY ravnini;
- G18 – naredba za rad u XZ ravnini;
- G19 – naredba za rad u YZ ravnini;

Naredbe G41 i G42 odnose se na ravninu obrade. Nije moguće mijenjanje ravnine obrade dok su aktivne naredbe G41 ili G42.

## Zadavanje mjernog sustava
Apsolutni mjerni sustav zadaje se naredbom G90.
Inkrementni mjerni sustav zadaje se naredbom G91.

### Istodobna upotreba apsolutnog i inkrementnog mjernog sustava
Postoji mogućnost uporabe apsolutnog i inkrementnoga mjernog sustava u istom bloku. 
Ako je prethodno pozvana naredba G90 (apsolutni sustav mjerenja), koordinate u inkrementnomu mjernom sustavu zadat ćemo u obliku X=IC(...) Y=IC(...) Z=IC(...).
Ako je aktivan inkrementni sustav mjerenja (G91), koordinate u apsolutnomu mjernom sustavu zadat ćemo u obliku X=AC(...) Y=AC(...) Z=AC(...).
Naredba IC i AC je nemodalna naredba i vrijedi samo u bloku u kojemu je napisana. Naredbe G91 i G90 su modalne naredbe.

## Upravljanje alatom
Da bi se izradio složeniji predmet potrebno je izvršiti više operacija strojne obrade i upotrijebiti više različitih alata. Da bi se vrijeme izmjene alata svelo na najmanju moguću mjeru, većina današnjih alatnih strojeva ima automatsku izmjenu alata. Prije izvođenja obrade potrebni alati se smještaju u revolversku glavu ili u magazin alata. Tijekom obrade ti alati se po potrebi pozivaju i automatski izmjenjuju.
Na tokarilicama alati se smještaju u revolversku glavu na određena mjesta koja su označena brojevima od 1 do 8 (do 12 kod većih tokarilica). Brojevi mjesta su nepromjenjivi, a alati se smještaju na odgovarajuća mjesta prema planu alata ili prema unaprijed dogovorenom pravilu.
Svaki postavljeni alat treba izmjeriti te potrebne podatke upisati pod Parameters → Tool offset. To znači da ćemo podatke o alatu koji se nalazi na mjestu označenom 2 upisati pod alatom T2.
Alat u programu određujemo adresom (naredbom) T. (od T1 do T99) gdje broj iza alata označuje mjesto na koje je alat fizički smješten u revolverskoj glavi (ili magazinu alata). Uz navedenu naredbu treba odrediti korekciju alata. Ona se zadaje adresom D (od D1 do D8) gdje broj iza adrese D označava aktivnu korekciju alata.
Naredbe T. D. neće pozicionirati odgovarajući alat u revolver glavi u položaj za obradu nego će samo učitati podatke o alatu u memoriju računala te ih učiniti aktivnim. Naredba koja fizički okreće revolversku glavu tako da mjesto (alat) navedeno u T naredbi bude u poziciji za obradu je M6. Primjer određivanja alata u programu:
- T4 D1 M6

Programiranje alata kod manjih glodalica se vrši na sličan način. 
Kod obradnih centara gdje se u magazin alata smješta i više od stotinu alata, postupak je ponešto drugačiji, a može se i razlikovati na pojedinim upravljačkim jedinicama. Alati se smještaju na proizvoljna mjesta u magazinu alata, a operater na stroju u posebnoj tablici u postavkama stroja pojedinom mjestu u magazinu alata pridružuje pojedini broj alata. Time je omogućeno da programer naredbom T zadaje broj alata, a ne broj mjesta na koje se alat smješta što je puno praktičnije i fleksibilnije.
Naredbom T u ovom slučaju se zadaje mehanizmu za automatsku izmjenu alata da postavi alat u pripremni položaj za izmjenu alata. Naredba M6 vrši izmjenu alata, to jest postavljanje alata u vreteno stroja. Da bi se izvršila izmjena alata moraju biti ispunjeni sljedeći uvjeti:
- vrtnja vretena mora biti zaustavljena (naredbom M5 ili M0);
- alat treba dovesti u točku izmjene alata.

Također, treba voditi računa da se deaktiviraju naredbe koje su vezane za određeni alat (na primjer kompenzacija polumjera alata). Operater prilikom postavljanja alata na određena mjesta u magazinu alata treba voditi računa o najvećoj dozvoljenoj težini alata kao i najvećem dopuštenom promjeru alata.

## Upravljanje glavnim vretenom

### Programiranje brzine vrtnje
Na CNC strojevima vrlo je važno upravljanje brzinom vrtnje vretena te posmakom (brzinom posmaka) kako bi se postigli najbolji (optimalni) rezultati obrade. Kontrola brzine vrtnje u programu se obavlja adresom S. Vrijednosti su cjelobrojne, a nalaze se u području od 1 do 9 999, a za visokobrze CNC strojeve od 1 do 99 999. Najveća brzina vrtnje (broj okretaja) vretena na pojedinom stroju ograničena je konstrukcijom stroja, to jest u postavkama stroja, a ne ograničava ju upravljačka jedinica.
Postoje dva načina zadavanja brzine vrtnje glavnog vretena:
- direktno (okr/min);
- posredno preko obodne brzine (m/min).

Na CNC tokarilicama u upotrebi su oba načina, a na glodalicama samo prvi. Direktni način zadaje se naredbom G97, a posredni naredbom G96.
Primjer direktnog programiranja:
- S1200 (brzina vrtnje vretena je 1 200 okr/min).

### Smjer vrtnje
Osim brzine vrtnje, upravljačka jedinica treba podatak o smjeru vrtnje glavnog vretena. Smjer može biti istovjetan smjeru kretanja kazaljke na satu (M03) ili suprotan
(M04). Pri tome je referentni smjer gledanja od nosača vretena u kućištu duž osi vretena prema steznoj glavi u koju se stavlja obradak (ili alat). U programu smjer okretanja se zadaje naredbama:
- M3 – uključivanje vrtnje vretena u smjeru kretanja kazaljke na satu;
- M4 – uključivanje vrtnje vretena u smjeru suprotnom od kretanja kazaljke

Smjer okretanja i brzina okretanja po pravilu se zadaju u istom bloku. Ako nisu zadani u istom bloku, vreteno se neće početi okretati dok upravljačka jedinica ne dobije oba podatka. Primjer zadavanja smjera okretanja i brzine okretanja:
N30 S2000 M03
(brzina okretanja je 2 000 okr/min pri vrtnji vretena u smjeru kretanja kazaljke na satu.)
Napomena: M03 i M3, to jest M04 i M4 imaju jednako značenje.

### Zaustavljanje vrtnje glavnog vretena
Ponekad je u tijeku obrade potrebno zaustaviti vrtnja vretena. Primjerice, pri izmjeni alata okretanje se mora zaustaviti da bi se moglo izvaditi jedan i staviti u steznu glavu drugi alat. Također, pri urezivanju navoja vrtnja vretena se mora zaustaviti na dnu provrta, a zatim promijeniti smjer vrtnje pri povratnom kretanju. Neke naredbe, kao što su M0, M1, M2 i M30, uz druge aktivnosti, automatski zaustavljaju i vrtnju vretena. Naredba koja ima namjenu samo zaustavljanje vrtnje vretena je M5. Koristi se u slučajevima kad je potrebno zaustaviti vrtnju vretena bez utjecaja na provedbu ostalih naredbi programa.

### Ograničenje brzine vrtnje
Programira se na sljedeći način:
- G25 S... – najmanja dozvoljena brzina vrtnje vretena;
- G26 S... – najveća dozvoljena brzina vrtnje vretena.

Napomena: te vrijednosti mijenjaju osnovne postavke stroja te ostaju u memoriji i nakon završetka programa.

## Upravljanje brzinom posmaka alata
Posmak je usko povezan sa smjerom i brzinom vrtnje vretena, a može se zadati u dva oblika:
- brzina posmaka u jedinici vremena (koristimo naziv brzina posmaka)
- posmak po jednom okretaju vretena (koristimo naziv posmak).

Naredbe kojima se određuje jedan ili drugi način su:
- G94 – naredba za brzinu posmaka (mm/min);
- G95 – naredba za posmak (mm/okr).

Na posmak nema utjecaja naredba G71 ili G70.
Naredba kojom se zadaje veličina posmaka, to jest brzine posmaka je F. Naredba je modalna i može se promijeniti samo drugom F naredbom.
Posmak primjenu nalazi uglavnom na tokarilicama, a označuje udaljenost koju alat prijeđe za vrijeme jednog okretaja vretena. Oblik zadavanja je Fx.xxx za metrički mjerni sustav i Fx.xxxx za engleski mjerni sustav.
Zadani iznos posmaka pri pravocrtnom gibanju je u smjeru putanje alata, a pri kružnom gibanju tangencijalno na smjer gibanja alata u svakoj točki putanje alata.
Brzina posmaka je brzina pomoćnog gibanja alata ili obratka, a označuje udaljenost koju alat prijeđe u jedinici vremena (mm ili inča ovisno o odabranim mjernim jedinicama). Oblik zadavanja je Fxxx.x, a područje iznosa brzina posmaka ovisi o mogućnostima stroja.

## Vrijeme čekanja
To je razdoblje vremena u kojem je zaustavljeno gibanje duž koordinatnih osi dok ostale funkcije ostaju nepromijenjene. Nakon isteka tog vremena upravljačka jedinica nastavlja izvoditi naredbu koja neposredno slijedi nakon narede za vrijeme čekanja.
Naredba se primjenjuje u dva primjera:
- za vrijeme rezanja materijala dok je alat u dodiru s materijalom;
- pri izvršavanju pomoćnih radnji kad se ne obavlja rezanje materijala.

Za vrijeme rezanja upotrebljava se za lom odvojene čestice pri bušenju, upuštanju, odrezivanju i slično. Može se koristiti i za upravljanje usporavanjem prilikom obrade kutova pri velikim posmacima. To se posebno odnosi na starije upravljačke jedinice. U oba slučaja naredba osigurava da se trenutačna operacija izvede do kraja prije no što se počne izvoditi sljedeća operacija.
Pri provedbi pomoćnih operacija vrijeme čekanja se koristi nakon određenih M naredbi. Obično te naredbe upravljaju konjićem, automatskom dostavom pripremka i slično. Time se osigurava da se potpuno izvede pomoćna radnja, a tek onda operacija obrade.
Programiranja vremena čekanja:
- G04 F... (sekundi);
- G04 S... (broj okretaja glavnog vretena).

Naredba se programira u zasebnom bloku, izuzev pri standardnim ciklusima i nije modalna.

## Najmanje vrijeme čekanja
Bez obzira na način zadavanja vremena čekanja bitno je odrediti najmanje vrijeme čekanja. Po definiciji to je vrijeme potrebno da se izvede jedan okret glavnog vretena:
najmanje vrijeme čekanja = 1 / n
Primjerice, ako je brzina vrtnje glavnog vretena 20 okr/s, najmanje vrijeme čekanja je 1/20 = 0,05 sekundi.
U praksi ponekad postoji potreba da se posmak smanji i do 50%, pa se zbog toga najmanje vrijeme čekanja uzima dvostruko veće kako bi se osigurao jedan puni okretaj vretena.
U nekim primjerima (na primjer pri bušenju provrta) potrebno je osigurati tri ili više okretaja vretena. Vrijeme čekanja (u sekundama) tada se računa po izrazu
vrijeme čekanja = željeni broj okretaja za vrijeme čekanja / n.
Pošto je vrijeme čekanja jalovo (neproduktivno), vrijeme treba biti najmanje koje zadovoljava svrhu za koju je pozvano. Odaberemo li vrijeme čekanja od samo 1 sekunde duže od potrebnog pri bušenju 600 provrta, nepotrebno ćemo izgubiti 10 minuta.

## Primjer programa za tokarenje
Na tokarilicima se prvi pomak koordinatnog sustava provodi naredbom G54 na čelo stezne glave (ponekad na čelo steznih čeljusti – referentna međutočka A), a zatim naredbom TRANS (ponekad ATRANS) na čelo obrađene površine izratka. Time se lako određuje položaj referentne točke W mjerenjem duljine izratka.
Drugi način je da se etalonom dotakne čelom obratka, očitaju koordinate na stroju, te na osnovi njih upiše vrijednost za G54. U programu tada imamo samo G54 bez naredbe TRANS.
Primjer programa:
%100 ;broj programa
N10 G54 ;prebacivanje strojne nul točke M na privremenu nul točku A
N20 TRANS Z110 ;pravocrtni pomak na nul točku obratka W
N30 T1 D1 M6 ;naredba za odabir alat na poziciji T1 s korektivnim brojem D1, naredbom M6 pozicionira se odabrani alat
N40 S200 F1 M3 ;naredba za brzinu vretena od 200 o/min, posmak od 0,5 mm/okr, rotacija vretena u smjeru kazaljke sata
N50 G0 Z-2 ;naredba za brzi hod po osi Z
N60 G1 X-20 ;naredba za radni hod po osi X
N70 G0 X18 ;naredba za brzi hod po osi X
N80 G1 Z-100 ;naredba za radni hod po osi Z
N90 G0 X30 ;naredba za brzi hod po osi X
N100 G0 Z0 ;naredba za brzi hod po osi Z
N110 M30 ;naredba za kraj glavnog programa